# Sucha Beskidzka
Sucha Beskidzka er en by i voivodskab (województwo) małopolskie i det sydlige Polen. Byen ligger ved floden Skawa. Sucha Beskidzka har 9624 indbyggere. Byen er administrativt sæde for et powiat (distrikt) samt for kommunen Sucha Beskidzka.
Filminstruktøren Billy Wilder var født i Sucha i 1906.